# Samed Yeşil
Samed Yeşil (Düsseldorf, 1994. május 25. –) német-török származású német korosztályos válogatott labdarúgó, jelenleg szabadúszó.

## Statisztika
| Klub információ       | Klub információ       | Klub információ       | Bajnokság | Bajnokság | Kupa      | Kupa      | Ligakupa      | Ligakupa      | Nemzetközi | Nemzetközi | Összesen | Összesen |
| Szezon                | Klub                  | Bajnokság             | Mérk.     | Gól       | Mérk.     | Gól       | Mérk.         | Gól           | Mérk.      | Gól        | Mérk.    | Gól      |
| Németország           | Németország           | Németország           | Bajnokság | Bajnokság | DFB-Pokal | DFB-Pokal | DFB-Ligapokal | DFB-Ligapokal | UEFA       | UEFA       | Összesen | Összesen |
| --------------------- | --------------------- | --------------------- | --------- | --------- | --------- | --------- | ------------- | ------------- | ---------- | ---------- | -------- | -------- |
| 2011–12               | Bayer Leverkusen      | Bundesliga            | 1         | 0         | 0         | 0         | 0             | 0             | 0          | 0          | 1        | 0        |
| 2012–13               | Bayer Leverkusen II   | Regionalliga West     | 4         | 0         | 0         | 0         | 0             | 0             | 0          | 0          | 4        | 0        |
| Összesen              | Németország           | Németország           | 5         | 0         | 0         | 0         | 2             | 0             | 0          | 0          | 7        | 0        |
| Anglia                | Anglia                | Anglia                | Bajnokság | Bajnokság | FA Cup    | FA Cup    | League Cup    | League Cup    | UEFA       | UEFA       | Összesen | Összesen |
| 2012–13               | Liverpool             | Premier Leauge        | 0         | 0         | 0         | 0         | 2             | 0             | 0          | 0          | 2        | 0        |
| 2013–14               | Liverpool             | Premier Leauge        | 0         | 0         | 0         | 0         | 0             | 0             | 0          | 0          | 0        | 0        |
| 2014–15               | Liverpool             | Premier Leauge        | 0         | 0         | 0         | 0         | 0             | 0             | 0          | 0          | 0        | 0        |
| Összesen              | Anglia                | Anglia                | 0         | 0         | 0         | 0         | 2             | 0             | 0          | 0          | 2        | 0        |
| Karrier teljesítménye | Karrier teljesítménye | Karrier teljesítménye | 5         | 0         | 0         | 0         | 2             | 0             | 0          | 0          | 7        | 0        |

## Sikerei, díjai
- Németország U17
  - U17-es labdarúgó-Európa-bajnokság ezüstérmes: 2011
  - U17-es labdarúgó-világbajnokság bronzérmes: 2011